# 友綱良助 (1856年生)
友綱 良助（ともづな りょうすけ、1856年（安政3年） - 1887年（明治20年）6月21日）は、梅ヶ谷部屋に所属した元力士。他に、玉垣部屋と雷部屋に所属していた。
本名は山口 音吉。京都府京都市（旧山城国愛宕郡）出身。身長は不明、体重は93kg。小兵力士だった。
最高位は西前頭筆頭。
入門前に既に所帯を持っていたが、相撲好きが高じて入門した。1876年4月に初土俵（序ノ口）。1883年1月新十両（東二段目9枚目となり十両相当となった）。その場所は6勝4敗だったが、十両力士に休場者が相次いだ事により、翌場所（1883年5月）東十両筆頭に昇進。更にその翌場所の1884年1月場所で新入幕を果たした。幕内での成績は5割前後をキープし、番付運も良かった事があって、順調に昇進していった。しかし、気性が激しいという欠点を持っており、1886年5月場所6日目の大達羽左エ門（のち大関に昇進）との対戦では、立合いで大達の髷を掴んで引き回す行為を犯し、翌日の対戦の出場停止を言い渡された。翌1887年になると体調不良となり、最終場所となった5月場所では4敗6分けで勝利を挙げる事が出来なかった。5月場所終了後の6月21日に32歳で死去した。
幕内通算 8場所 29勝26敗4預21休の成績を残した。
改名歴は1回ある：浜ノ音 良助 → 友綱 良助